# 작은 정부
작은 정부는 정부의 경제적인 간섭을 최소화한 정부를 말한다. 이를 표방하는 우파 사상은 신자유주의 등이 있다.
반대 의미로 큰 정부가 있다.